# Welaung jezik
Welaung jezik (ISO 639-3: weu), sinotibetski jezik uže tibetsko-burmanske porodice kojim govori 9 550 ljudi (2000) u Burmi. Jedan je od dvanaest jezika južne podskupine kuki chin
Etnički Welaung pripadaju u plemena Chin. Godine 2011. za njega je usvojen novi naziv Rawngtu Chin

## Vanjske poveznice
- Ethnologue (14th)
- Ethnologue (15th)